# 显脉百里香
显脉百里香（学名：Thymus nervulosus）是唇形科百里香属的植物。分布于俄罗斯以及中国大陆的黑龙江等地，常生长在草原及山坡上，目前尚未由人工引种栽培。